# 查爾斯·蘭姆
查爾斯·蘭姆（英語：Charles Lamb，1775年2月10日—1834年12月27日），英國作家。
其父是律師的書記員。在校时成绩優良，本來打算進入剑桥大学深造，因口吃未能通過大學先修班之考試，15歲即綴學工作。初入南海公司（South Sea House），17歲入東印度茶葉公司（East India Tea House）任簿记员。查爾斯的哥哥約翰早亡，他和姐姐玛丽合寫儿童文学作品，1806年，蘭姆姐弟開始從莎士比亚戏剧中选擇20個最为人们所熟知的，把它们改写成叙事体的散文。查爾斯·蘭姆改寫其中六個悲劇，即《李尔王》、《麦克白》、《雅典的太门》、《罗密欧与朱丽叶》、《哈姆莱特》和《奥瑟罗》。其中十四部喜劇均由姐姐瑪麗所改寫，這部書即是後來著名的《莎士比亞戲劇故事集》。
姐姐瑪麗因精神上的疾病多次被送進精神病院，1796年9月瑪麗忽然大发作，她用厨房裡的刀子誤殺了親生母親。查爾斯為此照顧姐姐達四十年之久，終生未娶。1825年查爾斯自東印度茶葉公司退休，工作達33年之久。查爾斯的作品都透露出自身痛苦與哀愁，青年時熱戀一少女Ann Simmons, 最後不願拖累她而放棄追求。查爾斯自己也曾精神失常。1834年卒于埃德蒙顿。